# Triphysaria eriantha
Triphysaria eriantha är en snyltrotsväxtart som först beskrevs av George Bentham, och fick sitt nu gällande namn av Chuang och Lawrence Ray Heckard. Enligt Catalogue of Life ingår Triphysaria eriantha i släktet Triphysaria och familjen snyltrotsväxter, men enligt Dyntaxa är tillhörigheten istället släktet Triphysaria och familjen snyltrotsväxter. Arten har ej påträffats i Sverige.

## Underarter
Arten delas in i följande underarter:
- T. e. eriantha
- T. e. rosea